# 斯塔尼克斯峰
70°43′S 162°39′E / 70.717°S 162.650°E
斯塔尼克斯峰（英語：Stanwix Peak）是南極洲的山脈，位於維多利亞地的彭內爾海岸，屬於鮑爾斯山脈的一部分，海拔高度2,240米，以澳大利亞探險隊的直昇機駕駛員命名。